# Jesse Malin
Jesse Malin (Queens, 26 de enero de 1967) es un músico y compositor estadounidense.

## Carrera
Malin, que comenzó su carrera en el grupo neoyorquino de hardcore Heart Attack y saltó a la fama como vocalista del grupo de glam punk D Generation, es actualmente un artista en solitario que ha grabado numerosos álbumes, entre ellos Sunset Kids, producido por Lucinda Williams. A lo largo de su carrera, ha colaborado con Bruce Springsteen, Billie Joe Armstrong de Green Day, Ryan Adams y otros músicos.

## Discografía

### Álbumes de estudio
- 2002: The Fine Art of Self Destruction
- 2004: The Heat
- 2007: Glitter in the Gutter
- 2008: On Your Sleeve
- 2010: Love It to Life
- 2015: New York Before the War
- 2015: Outsiders
- 2019: Sunset Kids
- 2021: Sad and Beautiful World

### EP
- 2000: So-Low Demos April 2000
- 2000: 169
- 2003: The Wendy EP
- 2017: Meet Me At The End Of The World

### Álbumes en vivo
- 2004: Messed Up Here Tonight
- 2008: Mercury Retrograde